# Seri Ozaki
Seri Ozaki (en japonés: 尾﨑世梨, Ozaki Seri; 22 de septiembre de 2002) es una deportista japonesa que compite en esgrima, especialista en la modalidad de sable.
Participó en los Juegos Olímpicos de París 2024, obteniendo una medalla de bronce en la prueba por equipos (junto con Risa Takashima, Misaki Emura y Shihomi Fukushima). Ganó una medalla de bronce en el Campeonato Mundial de Esgrima de 2022, en la misma prueba.

## Palmarés internacional
| Juegos Olímpicos   | Juegos Olímpicos  | Juegos Olímpicos  | Juegos Olímpicos  |
| Año                | Lugar             | Medalla           | Prueba            |
| ------------------ | ----------------- | ----------------- | ----------------- |
| 2024               | París (Francia)   | Medalla de bronce | Sable por equipos |
| Campeonato Mundial |                   |                   |                   |
| Año                | Lugar             | Medalla           | Prueba            |
| 2022               | El Cairo (Egipto) | Medalla de bronce | Sable por equipos |